# UEFA Champions League 2006/07 (1/4 finale) Bayern München - AC Milan
De kwartfinale tussen Bayern München en AC Milan van de UEFA Champions League 2006/07 werd gespeeld op 11 april 2007.

## Wedstrijdgegevens
| Datum                | 11 april 2007                                             | 11 april 2007                                             |
| Stadion              | Allianz Arena, München                                    | Allianz Arena, München                                    |
| Toeschouwers         | 66.000                                                    | 66.000                                                    |
| Scheidsrechter       | Manuel Mejuto González ESP                                | Manuel Mejuto González ESP                                |
| Assistenten          | Juan Carlos Yuste Jiménez ESP Antonio Artero Gallardo ESP | Juan Carlos Yuste Jiménez ESP Antonio Artero Gallardo ESP |
| Vierde man           | Bernardino González Vázquez ESP                           | Bernardino González Vázquez ESP                           |
| Man van de wedstrijd |                                                           |                                                           |
|                      | Bayern München                                            | AC Milan                                                  |
| Doelpunten           | 0                                                         | 2                                                         |
| Gele kaarten         | 2                                                         | 0                                                         |
| Rode kaarten         | 0                                                         | 0                                                         |
| Wissels              | 3                                                         | 3                                                         |
| Schoten op doel      | 8                                                         | 5                                                         |
| Schoten naast doel   | 8                                                         | 2                                                         |
| Overtredingen        | 14                                                        | 12                                                        |
| Hoekschoppen         | 7                                                         | 1                                                         |
| Buitenspel           | 2                                                         | 5                                                         |
| Strafschoppen        | 0                                                         | 0                                                         |
| Balbezit (tijd)      | 38 min                                                    | 28 min                                                    |
| Balbezit (%)         | 57%                                                       | 43%                                                       |

| Bayern München | 0-2            | AC Milan |
| | goals (assist) | 27' Clarence Seedorf 31' Filippo Inzaghi |
| Ottmar Hitzfeld | coach          | Carlo Ancelotti |
| Oliver Kahn Lucio Daniel Van Buyten Roy Makaay ( 61') Lukas Podolski Mark van Bommel Hasan Salihamidžić Philipp Lahm Owen Hargreaves Christian Lell ( 77') Andreas Ottl ( 46') | Opstellingen   | Dida Paolo Maldini Gennaro Gattuso ( 87') Filippo Inzaghi ( 70') Clarence Seedorf ( 80') Alessandro Nesta Marek Jankulovski Andrea Pirlo Kaká Massimo Ambrosini Massimo Oddo |
| Roque Santa Cruz ( 46') Claudio Pizarro ( 61') Andreas Görlitz ( 77') | Wissels        | Serginho ( 70') Yoann Gourcuff ( 80') Cafú ( 87') |
| 47' Mark van Bommel 73' Hasan Salihamidžić | gele kaarten   | |
| | rode kaarten   | |